# Мень Анатолій Володимирович
Анатолій Володимирович Мень (1927-2011) — радянський і український радіоастроном, співробітник Радіоастрономічного інституту НАНУ, член-кореспондент НАНУ (1988), лауреат Премії НАНУ ім. С. Я. Брауде (2019).

## Біографія
Народився в Харкові 23 липня 1927 року.
1949 року закінчив Харківський електротехнічний інститут (тепер у складі НТУ «Харківський політехнічний інститут») за фахом «радіотехніка».
У 1949—1955 роках працював у Харківському фізико-технічному інституті.
1954 року захистив кандидатську дисертацію.
З 1955 року працював в Інституті радіофізики та електроніки АН України. 1958 року здобув вчене звання старшого наукового співробітника. 1964 року захистив докторську дисертацію «Антенно-фідеральні пристрої і техніка СВЧ». У 1963–1966 був завідувачем лабораторією антен і радіоастрономічної апаратури, потім з 1966 – завідувачем відділу радіоастрономічних антен і радіоапаратури. 1971 року отримав вчене звання професора.
З 1985 або 1986 року працював в Радіоастрономічному інституті НАН України. До 2000 року був завідувачем відділу декаметрових радіотелескопів і інтерферометрів, потім в 2000-2011 роках працював в тому ж відділі старшим науковим співробітником.
Викладав загальні і спеціальні курси в Харківському національному університеті радіоелектроніки.

## Наукові результати
У 1949—1959 роках Мень досліджував поширення радіохвиль над морською поверхнею з ціллю підвищення точності та чутливості радіолокаторів. 1959 року переключився на дослідження в області декаметровій радіоастрономії.
Спільно з академіками Брауде, Литвиненком і Коноваленком провів велику дослідницьку роботу з вимірювання низькочастотного космічного випромінювання різних об'єктів Всесвіту за допомогою радіотелескопа УТР-2 та створеного на його основі радіоінтерферометра УРАН. Зокрема, в міжзоряному середовищі вдалось виявити високозбуджені атоми з рекордними головними квантовими числами, більшими за 1000.
Мень і Брауде провели повний огляд дискретних джерел в декаметровому діапозоні в полосі зі схиленнями 50°<δ<60°.
Під керівництвом Меня було захищено 12 кандидатських і 2 докторських дисертації.

## Відзнаки
- Державна премія СРСР (1977)[3]
- Державна премія України в галузі науки і техніки (1997)[6]
- Заслужений діяч науки і техніки України (1997)[3]
- Почесна грамота Верховної Ради України (2005)[4]
- 2007 — Премія НАНУ імені С. Я. Брауде за цикл робіт «Нові напрями радіоастрономічних досліджень» (спільно з Олександром Коноваленком і Леонідом Литвиненком)[2].